# Radar AN/APS-2F
Le radar AN/APS-2F a commencé sa carrière comme radar militaire aéroporté, mais on trouve aussi des radars APS-2F modifiés parmi les premiers radars météorologiques américains.

## Historique
La série de radars AN/APS-2 fut développée par la compagnie Philco pour usage sur des avions des forces armées des États-Unis durant la Seconde Guerre mondiale. Ils ont commencé leur service vers 1942 sur des avions de chasse aux sous-marins durant la bataille de l'Atlantique. La formation des premiers opérateurs laissait à désirer mais avec l'expérience, ils prirent avantage des qualités de ce radar ce qui le rendit l'un des outils les plus utiles dans son domaine. En 1946 l’US Weather Bureau (ancêtre du National Weather Service) a récupéré 25 radars AN/APS-2F auprès de l'US Navy. Les radars ont été modifiés et adaptés à la météorologie puis livrés au rythme de cinq par an. Les modifications étaient conduites par le service météorologique et les radars modifiés ont pris le nom de WSR-1, WSR-1A, WSR-3 et WSR-4.
Trois évènements météorologiques particulièrement sévères ont eu lieu au printemps 1953 et conduisirent à la mise sur pied du Texas Tornado Warning Network (Réseau de veille contre les tornades du Texas). Les grandes villes du Texas ont été sollicitées pour financer l’opération (à la fois les secteurs privé et publique) pour modifier et mettre en œuvre les APS-2F dans leurs versions WSR-1, WSR-1A, WSR-3 et WSR-4. Le Weather Bureau a accepté d'opérer ces radars et de les entretenir pour alerter le public en cas de danger, dès qu'une confirmation visuelle était obtenue. La mise en place du réseau est devenue effective au cours d'une réunion de lancement le 24 juin 1953 (Kahan 1953). Il a fallu près de six années pour que le réseau soit pleinement opérationnel ; 17 radars ont été modifiés et installés grâce aux efforts conjoints des autorités locales, de l'État, des agences fédérales et d’une université.
Les APS-2F modifiés par la Texas A&M University, bien que ne faisant pas réellement partie du réseau de surveillance des tornades, ont été au moins une fois utilisés à des fins d'alerte le 5 avril 1956. Après 1956 la modification des radars APS-2F dans leurs versions WSR-1, WSR-1A, WSR-3 et WSR-4 a été confiée au quartier général du Weather Bureau qui a dû déplacer quelques antennes qui avaient à initialement été installées à des emplacements où il était difficile d'en assurer l’entretien.
En avril 1975, au point culminant du programme, 82 WSR-1, WSR-1A, WSR-3 et WSR-4 étaient en service. Quelques-uns ont été remplacés par des WSR-57 mais la plupart sont restés en service jusqu'à leur remplacement par des WSR-74 au cours d'une période s'étendant de 1976 à 1980. Plus aucun ne reste en service aujourd'hui.

## Caractéristiques
- La longueur d'onde utilisée était d'environ 10 cm ce qui correspond à une fréquence de 3,3 MHz. Cette fréquence se trouve dans la bande S qui est toujours utilisée par le réseau actuel de radars météorologiques des États-Unis.
- Le diamètre de l’antenne parabolique originale était relativement petite pour être capable d'être embarquée sur un avion. Lorsqu'il fut modifié par le service météorologique américain, il fut adjoint à une antenne de près de 2 m.
- Son poids était de 127 kg avant modification.

Lors de leur utilisation militaires, ils étaient montés sur la partie avant de l'avion. Pour leur usage civil, il se retrouvèrent au sommet d'une tour surmontée d'un radôme en fibres de verre protégeant l'antenne et permettant d'utiliser le radar sans problème de vent ou de dépôts de glace.
Ces radars opérant dans la bande S, l’atténuation due à la pluie est presque nulle mais la détection d'une faible pluie ou de neige était délicate en raison de la faiblesse du signal.
Parmi les modifications apportées aux radars pour leur usage civil, il faut noter l'adjonction d'un nouveau support pour l'antenne de 2 m de diamètre, un affichage panoramique (PPI) et un oscilloscope linéaire (Affichage A) montés sur un rack permettant de connaitre la position de la cible.